# Тука Георгій Борисович
Тукá Гео́ргій Бори́сович (нар. 24 листопада 1963, Київ, Українська РСР, СРСР) — український бізнесмен, волонтер, засновник та керівник волонтерської групи «Народний тил», голова однойменного благодійного фонду. Голова Луганської обласної військово-цивільної адміністрації (22 липня 2015 — 29 квітня 2016). Заступник міністра з питань тимчасово окупованих територій та внутрішньо переміщених осіб України (з 29 квітня 2016 року по 4 вересня 2019 року).

## Життєпис
Народився 24 листопада 1963 року в Києві.
У 1980 році закінчив загальноосвітню середню школу № 32.
У 1982—1986 навчався на факультеті АСУ Київського політехнічного інституту.
У 2009—2010 роках працював керівником відділу продаж ТОВ «Ен-Ті Телеком».
У 2011—2012  — директор ТОВ «Зеніт-Телеком».
З перших днів Євромайдану брав участь у протистоянні, був поранений у сутичці з «Беркутом» 18 лютого 2014 року.
2014 року разом з іншими волонтерами створив волонтерську спільноту та заснував громадську організацію «Народний тил». Того ж року взяв участь у виборах до Верховної ради України, п'ятий номер у списку партії «Україна — єдина країна».

## Волонтерська діяльність
Волонтерську діяльність розпочав ще навесні 2014 року, під час анексії Криму. Тоді він разом з Олександром Рудомановим та Романом Сініциним поповнював картки мобільного зв'язку військовиків у Криму, закуповував захисні окуляри. Про свою діяльність Георгій писав у мережі Facebook. З часом навколо них об'єдналися інші волонтери, спільнота отримала назву «Народний тил». Діяльність організації переросла у широку підтримку військових Збройних сил України та добровольчих батальйонів. Об'єднання «Народний Тил» забезпечує військових всім необхідним від одягу, камуфляжу, пічок-«буржуйок», касок, бронежилетів та індивідуальних аптечок до коліматорних та оптичних прицілів, тепловізорів, автомобілів-позашляховиків та обладнаних реанімобілів. Спільно з іншими волонтерськими проєктами організовує виробництво розгрузок, підсумків, спальних мішків тощо. У 2015 році було зареєстровано також благодійну організацію «Міжнародний благодійний фонд „Народний тил“».
Восени 2014 року волонтери групи «Народний тил» під керівництвом Туки створили сайт «Миротворець», на якому розміщено базу даних з інформацією про терористів. Завдяки цій базі на блок-постах затримують терористів та їх посібників, зібраною інформацією зацікавилися також спецслужби різних країн.
У квітні 2015 року після перевірки солдатської їдальні міністр оборони С. Т. Полторак доручив волонтерам перевірку об'єктів побуту та складів речового забезпечення. Проєкт отримав назву «Волонтерський ревізор», керівником було призначено Георгія Туку.
У червні 2015 року обрано головою консультативно-волонтерської ради при Головній військовій прокуратурі Генеральної прокуратури України.
У липні 2015 року взяв участь у зустрічі волонтерів з Президентом України та нараді в Адміністрації Президента, присвячених боротьбі з корупцією та контрабандою. Результатом цих зустрічей стало створення мобільних груп по боротьбі з контрабандою, до складу яких входять волонтери, співробітники СБУ, ДФС, МВС, прикордонної служби та військової служби правопорядку.

## Державна служба
Після призначення 15 липня 2015 року Геннадія Москаля головою Закарпатської ОДА Президент України Петро Порошенко розглядав три кандидатури на посаду голови Луганської обласної військово-цивільної адміністрації. 22 липня 2015 року на цю посаду було призначено Георгія Туку. Першими завданнями новому голові адміністрації стали продовження боротьби з нелегальними перевезеннями товарів на окуповані території та викорінення корупції при видачі перепусток.
28 квітня 2016 року присвоєно третій ранг державного службовця.
29 квітня 2016 року Георгія Туку було звільнено з посади голови Луганської обласної ВЦА та призначено заступником міністра з питань тимчасово окупованих територій та внутрішньо переміщених осіб України.

## Критика
Після зайняття державної посади відзначився неодноразовими звинуваченнями на адресу військовослужбовців. Так, 3 вересня 2015, разом із Дмитром Корчинським, звинуватив бійців 92-ї бригади у причетності до розстрілу борців з контрабандою, а 9 вересня заявив, що батальйон «Айдар» «перетворився на одну велику банду».
Звинувачення Г. Туки викликали обурення командира та бійців 92-ї бригади, вони стверджують, що Г. Тука поширює неправдиву інформацію.

## Родина та особисте життя
Має сина, який добровольцем пішов до Збройних сил України, й доньку-підлітка.

## Нагороди
- Орден «За заслуги» III ступеня (23 серпня 2014)[24]